# Cacahoatán
La città di Cacahoatán è a capo dell'omonimo comune, nello stato del Chiapas, Messico. Conta 14 969 abitanti secondo le stime del censimento del 2005 e le sue coordinate sono 14°59'N 92°09'W. 
Di origine precolombiana, dal 1983, in seguito alla divisione del Sistema de Planeación, è ubicata nella regione economica VIII: SOCONUSCO.